# Plasmin
Plasmin är ett enzym som löser upp fibrin och därmed bryter ner blodkoagel. Plasmin bildas från plasmaproteinet plasminogen och är en viktig del i fibrinolysen. Problem med plasmin kan orsaka blodpropp.